# アイベックスエアラインズ

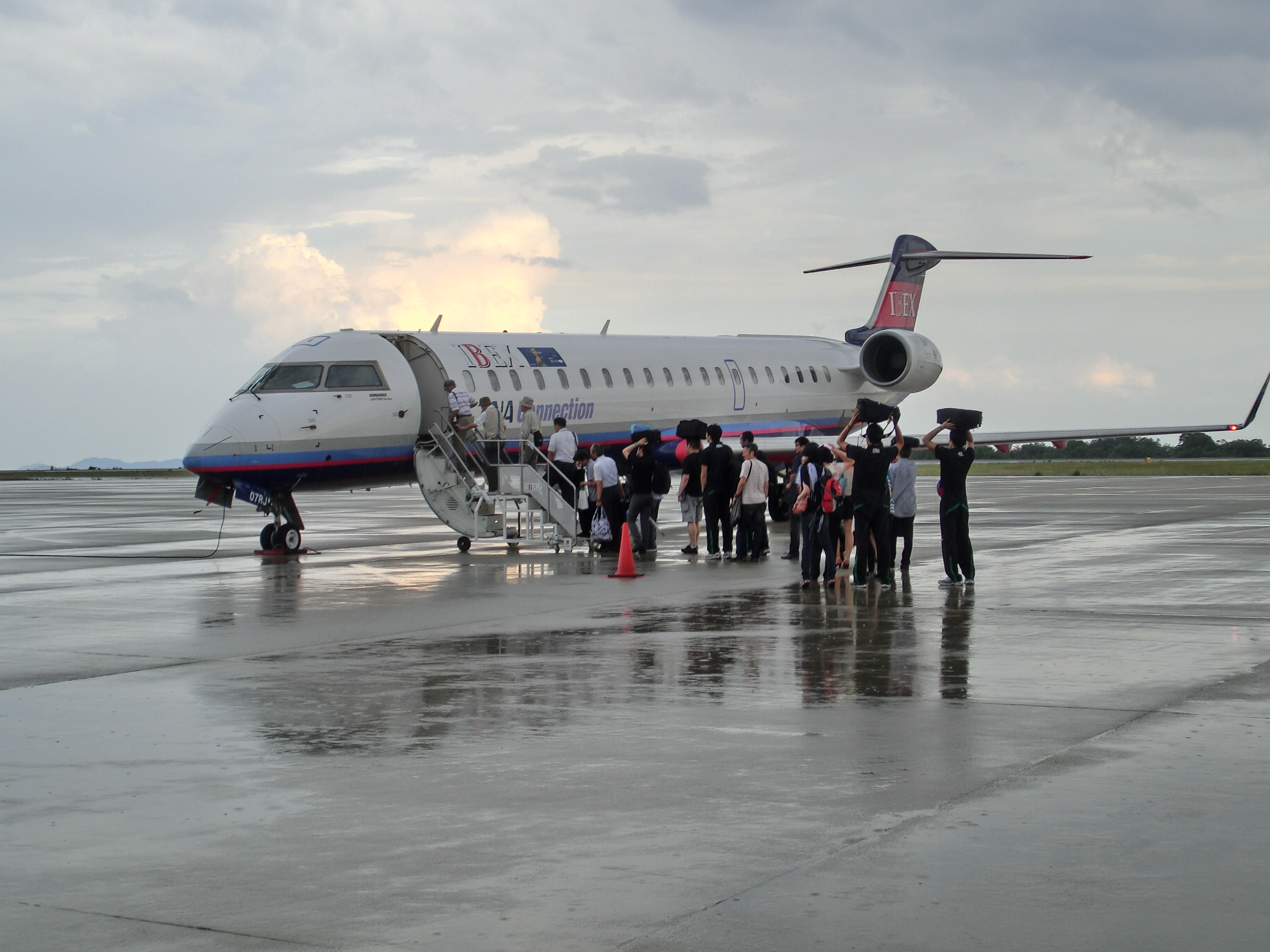
搭乗の様子

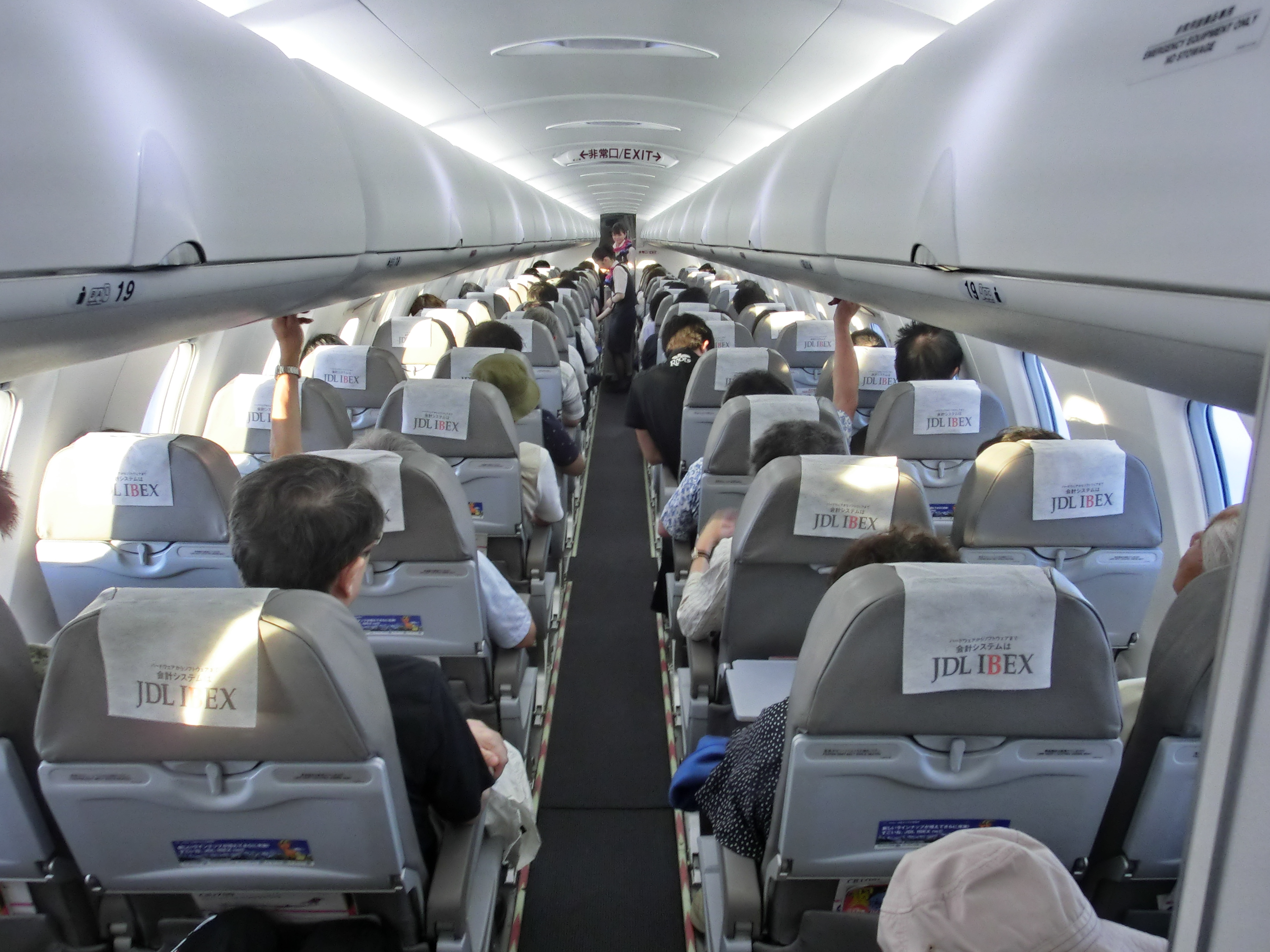
ボンバルディア CRJ700NG機内

アイベックスエアラインズ株式会社（IBEXエアラインズとも表記、英: IBEX Airlines Co., Ltd.）は、日本の地域航空会社。
社名は、ヨーロッパに生息する野生動物アイベックスを由来とするもの。この名称は、親会社の日本デジタル研究所が販売している会計システムのブランド「JDL IBEX」にも採用されている。

## 概要
地方都市を結ぶ路線を運航し、地方経済の維持・活性化を目的として設立された。仙台空港と大阪国際空港を拠点に、70人乗りのカナダ製リージョナルジェット「ボンバルディア CRJ」を9機運航する。
航空券の予約・販売・発券業務を全日本空輸（ANA）に委託。業務提携しているANAグループとの間でのみ乗り継ぎのための時間調整・手荷物継送を行っている。
全便がANAとの共同運航（コードシェア）便となっており、2010年9月30日搭乗分までは原則としてANA便としてのみ予約が可能で運賃体系をANAのそれに合わせたものとしていたが、同年10月1日搭乗分からは自社便としての予約も可能になり、独自の運賃体系で発売している。
一部を除く東京/成田発着便においてもユナイテッド航空と共同運航（コードシェア）便を実施していたが、新型コロナウイルス感染拡大の影響に伴う航空需要の減退により、2020年10月24日を最後に同社の東京/成田発着便は全面撤退となった。
過去にはANAマイレージクラブに加盟していたが、2010年9月30日をもって退会した。同年10月1日以降はANAマイレージクラブ会員がANA（NH）便として搭乗した場合に限りマイルが積算される。

## 歴史
- 1999年1月29日 - 株式会社フェアリンク（英: The Fair Inc.）として設立。
- 2000年
  - 5月31日 - 1号機（JA01RJ）をラウダ航空から受領。
  - 6月20日 - 航空運送事業者として認可。
  - 8月7日 - 仙台 - 大阪/関西線に初就航[9]。
  - 12月 - 2号機（JA02RJ） をラウダ航空から受領。
- 2001年4月1日 - 仙台 - 広島西線、広島西 - 鹿児島線 就航。
- 2002年
  - 3月 - 3号機（新造機・JA03RJ）をボンバルディア社から受領。
  - 4月18日 - 仙台 - 東京/成田線、東京/成田 - 新千歳線、東京/成田 - 大阪/伊丹線、仙台 - 大阪/伊丹線 就航。
- 2003年
  - 4月22日 - 大阪/伊丹 - 松山線 就航。
  - 6月 - 4号機（新造機・JA04RJ）をボンバルティア社から受領。
  - 8月1日 - 東京/成田 - 広島線 就航。
  - 9月1日 - 大阪/伊丹 - 大分線 就航。
  - 12月 - 日本デジタル研究所（JDL）の連結子会社となる。
- 2004年
  - 3月 - 戸塚英明（元・JDL総務部長、2001年から同社代表取締役副社長）が代表取締役社長に就任。
  - 4月1日 - 本社を東京都港区浜松町から東京都江東区新砂（現在地）へ移転。大阪/伊丹 - 庄内線 就航。
  - 10月1日 - 社名をアイベックスエアラインズ株式会社に変更。大阪/伊丹 - 福島線 就航。
  - 11月1日 - 東京/成田 - 小松線 就航。
- 2005年
  - 2月 - 森崎利直（元・JDL取締役マーケティング本部長）が代表取締役社長に就任。
  - 12月16日 - 累計搭乗者数100万人を達成。
- 2006年
  - 6月22日 - 浅井孝男（JDL取締役・企画・総務本部長・広報担当）が取締役会長に就任（2007年2月から代表取締役会長）。
  - 6月30日 - 大阪/伊丹 - 大分線 運休。
  - 7月1日 - 大阪/伊丹 - 秋田線 就航。
  - 12月1日 - ビジネスフライト便のサービス（早朝便で軽食提供、夜の便でビール提供）を廃止。これにより、日本の国内線普通席で軽食サービスを実施する航空会社は消滅。
- 2007年2月28日 - 服部浩行（元航空自衛官・元スカイネットアジア航空代表取締役社長）が代表取締役社長に就任。
- 2009年
  - 7月7日 - 5号機（新造機・JA05RJ）をボンバルティア社から受領。
  - 9月1日 - 仙台 - 小松線、仙台 - 広島線 就航。
  - 10月31日 - 大阪/伊丹 - 秋田線 運休。
  - 11月1日 - 仙台 - 福岡線 就航。
- 2010年
  - 6月4日 - 6号機（新造機・JA06RJ）をボンバルティア社から受領。
  - 7月1日 - 仙台 - 新千歳線、大阪/伊丹 - 福岡線、大阪/伊丹 - 大分線 就航。
  - 9月30日 - ANAマイレージクラブから退会。
- 2011年
  - 7月1日 - 名古屋/中部 - 大分線 就航。
  - 7月11日 - 7号機（新造機・JA07RJ）をボンバルティア社から受領。
  - 7月25日 - 仙台 - 名古屋/中部線 就航。
- 2012年
  - 3月24日 - 大阪/伊丹 - 大分線 運休。
  - 5月28日 - 8号機（新造機・JA08RJ）をボンバルティア社から受領。
  - 6月30日 - 仙台 - 新千歳線 運休。
  - 7月1日 - 名古屋/中部 - 福岡線、大阪/伊丹 - 宮崎、福岡 - 宮崎線 就航。
- 2013年
  - 2月27日 - 9号機（新造機・JA09RJ）をボンバルティア社から受領。
  - 3月30日 - 仙台 - 東京/成田線 運休。
- 2014年
  - 3月29日 - 大阪/伊丹 - 宮崎線 運休。
  - 3月30日 - 大阪/伊丹 - 新千歳線、福岡 - 小松線 就航。大阪/伊丹 - 大分線、仙台 - 新千歳線 運航再開。
  - 4月1日 - 乗務員、整備士の制服をリニューアル[10]。
  - 7月1日 - 大阪/伊丹 - 新潟線 就航。
  - 10月7日 - 10号機（新造機・JA10RJ）をボンバルティア社から受領[11]。
  - 12月15日 - 1号機 （JA01RJ） 退役[12]。
- 2015年
  - 3月29日 - 大阪/伊丹 - 新千歳線、仙台 - 新千歳線 運休。
  - 6月22日 - 11号機（新造機・JA11RJ）をボンバルティア社から受領。
  - 11月 - 2号機 （JA02RJ） 退役。
- 2016年
  - 1月1日 - 浅井孝男（取締役会長）が代表取締役社長に就任。
  - 3月27日 - 名古屋/中部 - 宮崎線 就航。
  - 12月13日 - 4号機（JA04RJ）退役[13]。
  - 12月 - 12号機（新造機・JA12RJ）をボンバルディア社から受領。
- 2017年
  - 5月30日 - 13号機（新造機・JA13RJ）をボンバルディア社から受領。
  - 9月27日 - 3号機 （JA03RJ） 退役[14]。保有機をCRJ-700に統一。

- 2018年

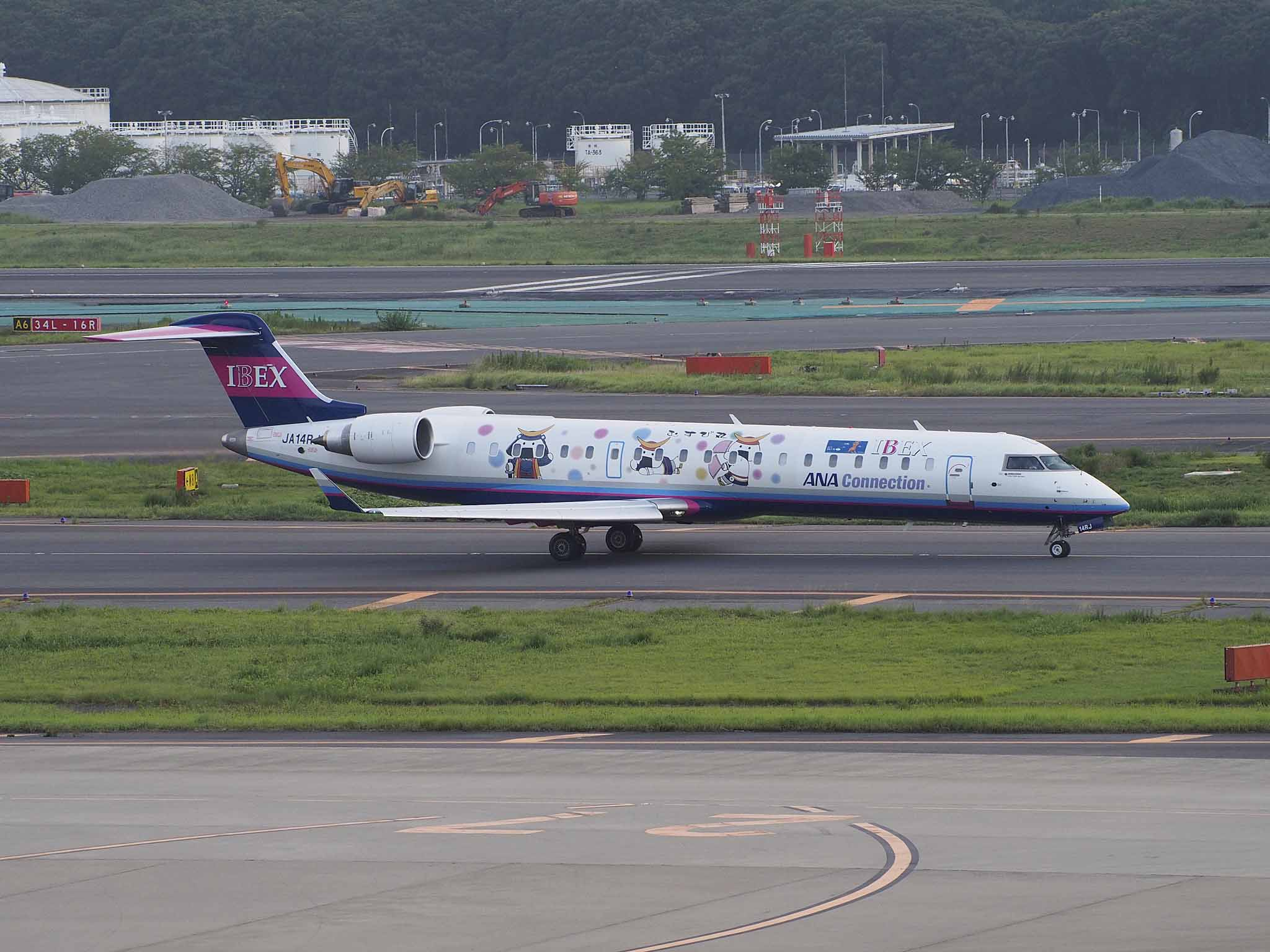
むすび丸ジェット（初代）

  - 1月25日 - 宮城県と、観光客誘致や地域活性化に向けた包括連携協定を締結[15]。
  - 3月24日 - 名古屋/中部 - 福岡線 運休。
  - 3月25日 - 松山 - 名古屋/中部、新千歳線、福岡 - 新潟線 就航。仙台 - 新千歳線 再開。
  - 4月30日 - 14号機（新造機・JA14RJ）をボンバルディア社から受領。
  - 5月16日 - スペシャルマーキング機「むすび丸ジェット」就航[16]。
  - 10月28日 - 名古屋/中部 - 福岡線 再開。
  - 12月20日 - 宮城県物産品のPRのため、機内カタログ販売を開始[17]。
- 2019年
  - 7月1日 - 東京/成田線 - 仙台線再開。
- 2020年
  - 10月24日 - 東京/成田 ‐ 仙台、小松線、広島線運休[7]。
  - 10月25日 - 鹿児島 - 大阪/伊丹、名古屋/中部線就航[7]。
- 2021年
  - 7月16日 - 仙台 - 松山線、新千歳 - 福島線就航。新千歳 - 松山線 再開[18]。
  - 11月30日 - 新千歳 - 福島、松山線 運休。
- 2022年
  - 1月21日 - 前澤豊（同社取締役専務）が代表取締役社長に就任。
  - 3月26日 - 仙台 - 松山線 運休。
- 2023年
  - 2月28日 - 6号機（JA06RJ）退役。
  - 3月25日 - 名古屋/中部 - 松山、鹿児島線 運休[19]。

## 保有機材

### 運用機材
日本の航空会社としては初めてボンバルディア CRJを導入し、ジェイエアのCRJ200退役後は国内唯一のCRJオペレーターでもある。
| 機材                    | 保有数 | 発注数 | 座席数 | 備考 |
| ----------------------- | ------ | ------ | ------ | ---- |
| ボンバルディア CRJ700NG | 9      | 0      | 70     |      |
| 計                      | 9      | 0      |        |      |

| IBEXエアラインズの運用機材一覧（2023年現在） | IBEXエアラインズの運用機材一覧（2023年現在） | IBEXエアラインズの運用機材一覧（2023年現在） | IBEXエアラインズの運用機材一覧（2023年現在） | IBEXエアラインズの運用機材一覧（2023年現在） |
| 型式                                         | 機体記号                                     | 製造番号                                     | 受領年月                                     | 備考                                         |
| -------------------------------------------- | -------------------------------------------- | -------------------------------------------- | -------------------------------------------- | -------------------------------------------- |
| ボンバルディア CRJ700NG                      | JA05RJ                                       | 10279                                        | 2009/07/07                                   |                                              |
| ボンバルディア CRJ700NG                      | JA07RJ                                       | 10327                                        | 2011/07/11                                   | 楽天イーグルスジェット（2020年9月 - ）       |
| ボンバルディア CRJ700NG                      | JA08RJ                                       | 10333                                        | 2012/05/28                                   |                                              |
| ボンバルディア CRJ700NG                      | JA09RJ                                       | 10334                                        | 2013/02/27                                   |                                              |
| ボンバルディア CRJ700NG                      | JA10RJ                                       | 10340                                        | 2014/10/08                                   | ベガルタ仙台ジェット                         |
| ボンバルディア CRJ700NG                      | JA11RJ                                       | 10344                                        | 2015/06/23                                   |                                              |
| ボンバルディア CRJ700NG                      | JA12RJ                                       | 10345                                        | 2016/06/28                                   |                                              |
| ボンバルディア CRJ700NG                      | JA13RJ                                       | 10346                                        | 2017/05/30                                   |                                              |
| ボンバルディア CRJ700NG                      | JA14RJ                                       | 10347                                        | 2018/04/30                                   | むすび丸ジェット                             |

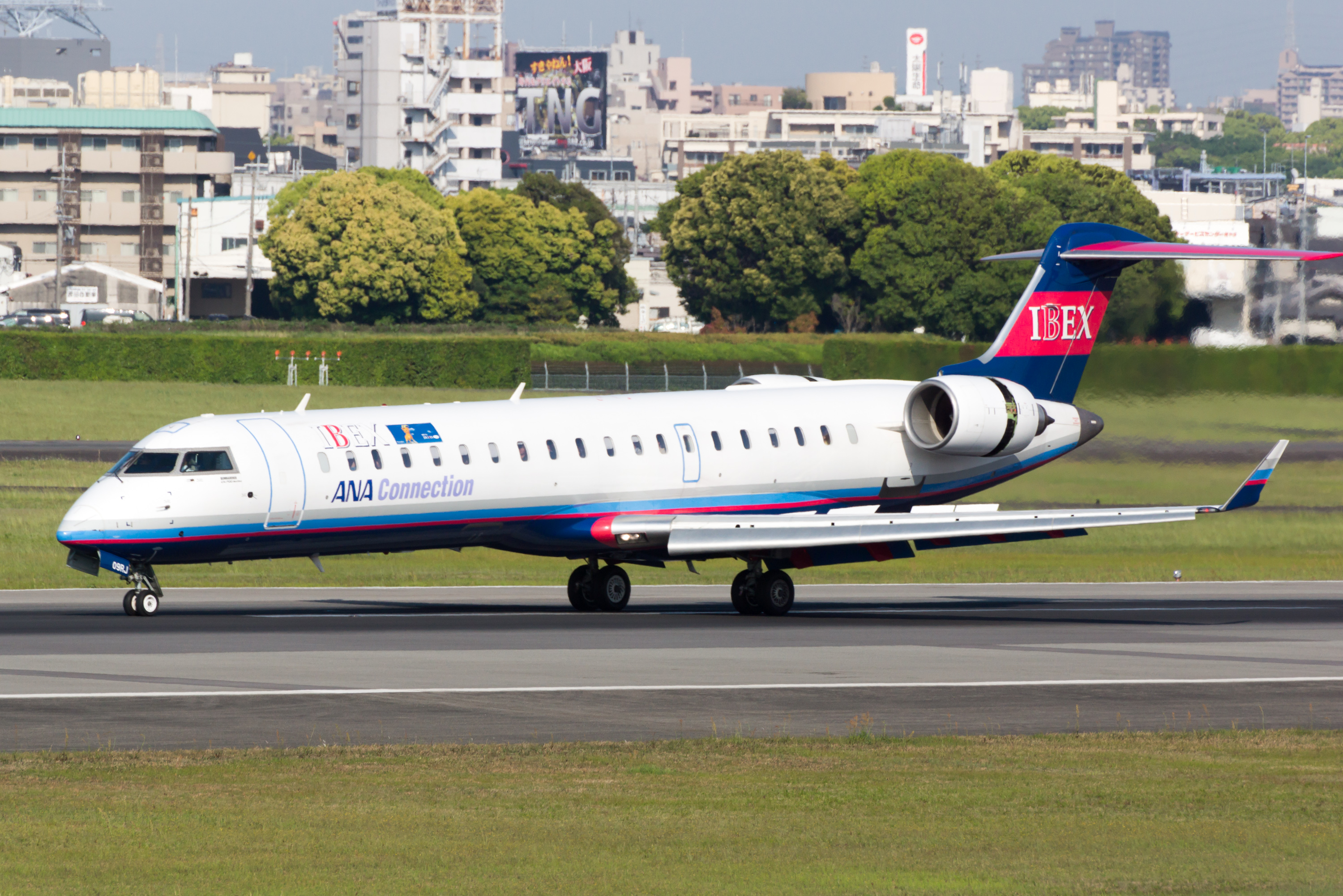
ボンバルディア CRJ700NG
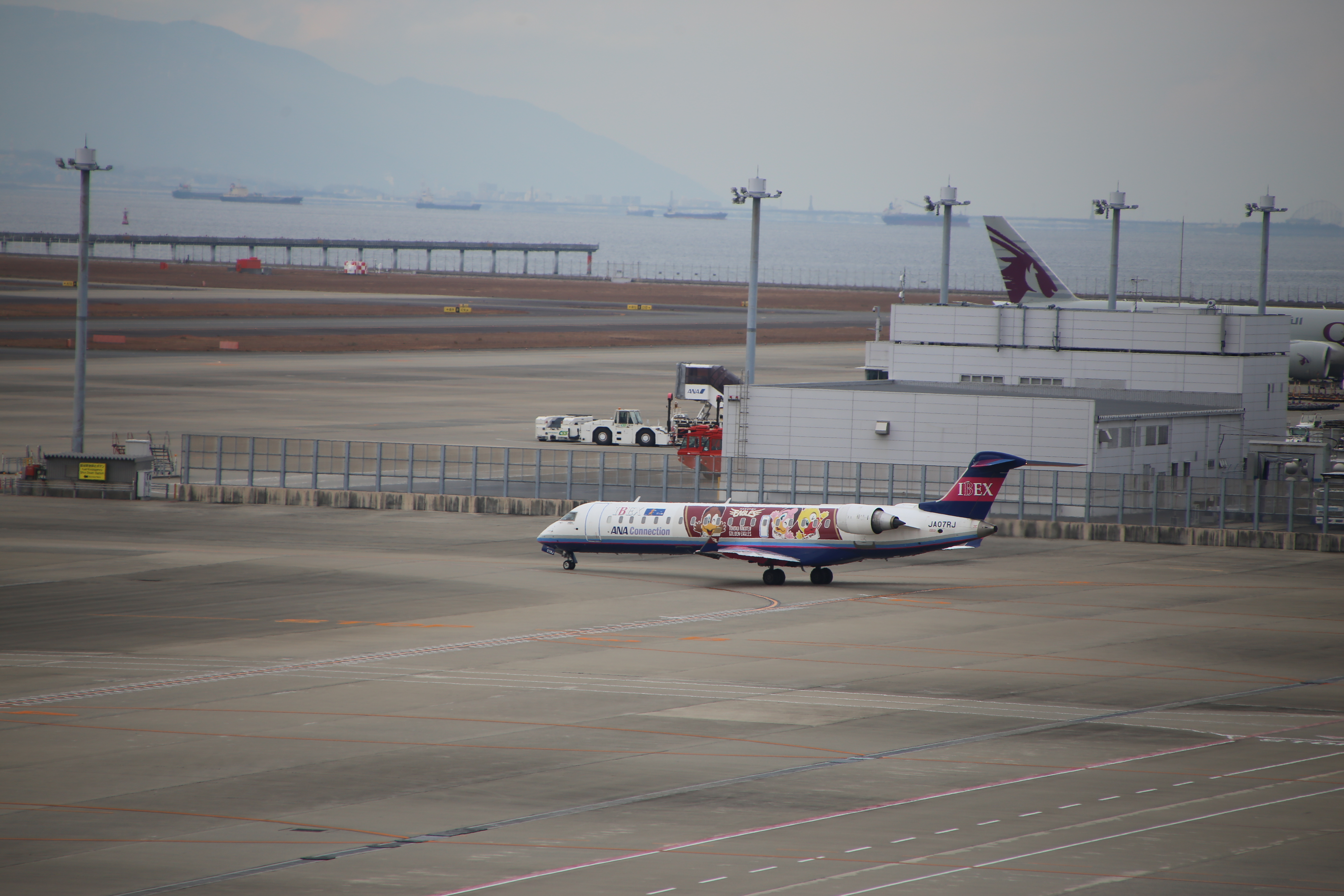
二代目楽天イーグルスジェット
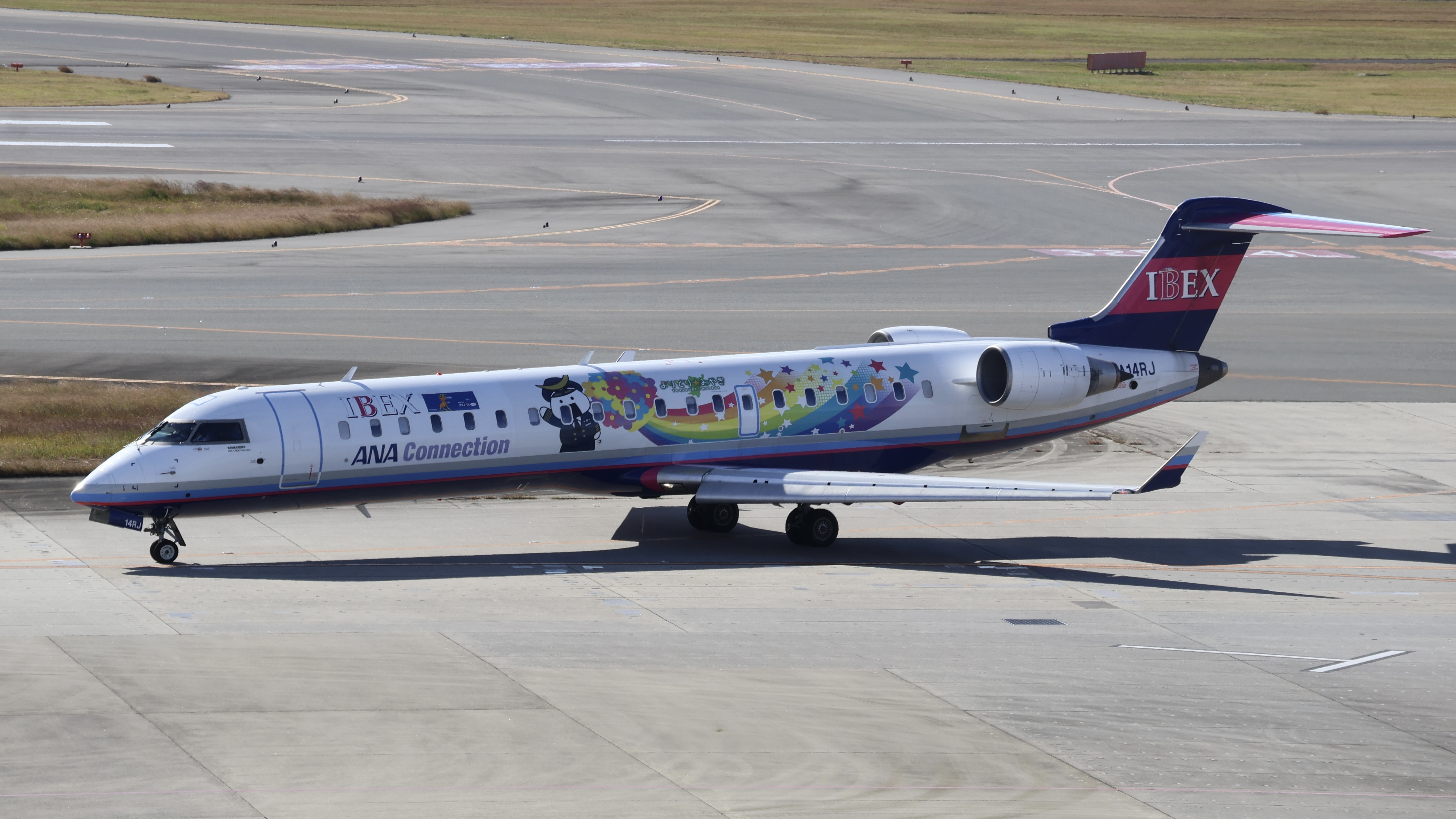
三代目むすび丸ジェット

### 退役機材
| かつての運用機材一覧    | かつての運用機材一覧 | かつての運用機材一覧 | かつての運用機材一覧 | かつての運用機材一覧 | かつての運用機材一覧                                            |
| 型式                    | 機体記号             | 製造番号             | 受領年月             | 抹消年月             | 備考                                                            |
| ----------------------- | -------------------- | -------------------- | -------------------- | -------------------- | --------------------------------------------------------------- |
| ボンバルディア CRJ100LR | JA01RJ               | 7052                 | 2000/05/31           | 2014/12/02           | 元ラウダ航空機                                                  |
| ボンバルディア CRJ100LR | JA02RJ               | 7033                 | 2000/11/28           | 2015/11/23           | 元ラウダ航空機                                                  |
| ボンバルディア CRJ200ER | JA03RJ               | 7624                 | 2002/03/18           | 2017/09/27           | 同社初新造機                                                    |
| ボンバルディア CRJ200ER | JA04RJ               | 7798                 | 2003/06/18           | 2016/11/28           |                                                                 |
| ボンバルディア CRJ700NG | JA06RJ               | 10303                | 2010/06/04           | 2023/02/28           | IHI相馬事業所開設20周年ステッカー貼付 （2022年4月から運用除外） |

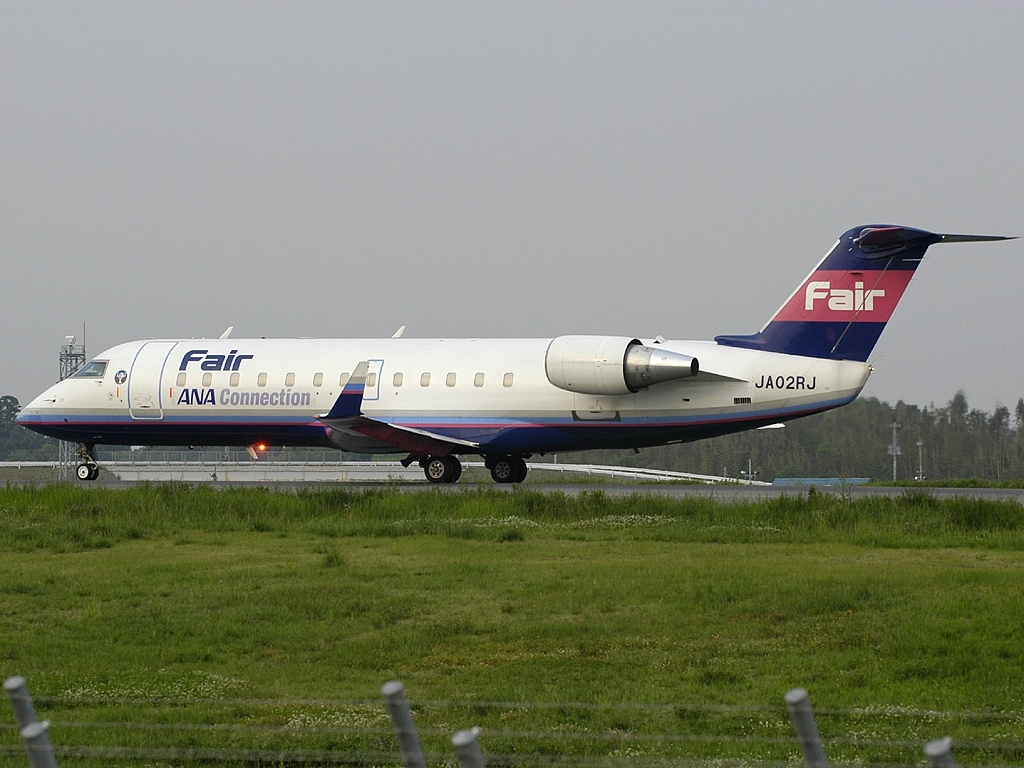
ボンバルディアCRJ100LR（フェアリンク時代）
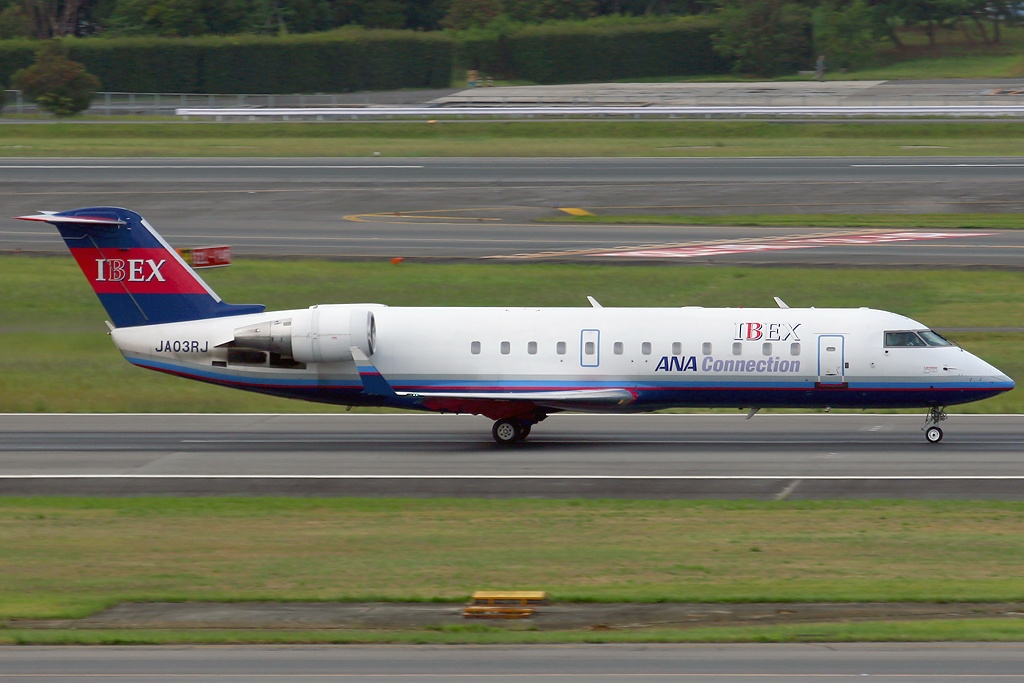
ボンバルディアCRJ200ER

## 就航路線
大半の便が全日本空輸（ANA）とのコードシェア（共同運航）便で運航されている。東京/成田発着便では、ANAと同じ、航空連合「スターアライアンス」に加盟しているユナイテッド航空ともコードシェアを実施していたが、新型コロナウイルスの感染拡大に伴い、各国政府の検疫体制が強化され、国際線の乗り継ぎ需要が減退したことから、2020年10月25日からの冬ダイヤで成田、小松発着路線からすべて撤退。その代わりとして、新たに鹿児島発着の大阪/伊丹、名古屋/中部路線を開設し、国際線乗り継ぎ路線から路線網の再編と体制の見直しを行った。

### 運航路線
2023年3月26日現在
- 仙台 - 大阪/伊丹、名古屋/中部、札幌/新千歳、広島、福岡
- 大阪/伊丹 - 福島、新潟、福岡、大分、鹿児島
- 名古屋/中部 - 福岡、大分
- 福岡 - 新潟

| ×    | ○    | ○    | ○    | ×    | 仙台 |
| ×    | ○    | ○    | ×    | 新潟 |      |
| ○    | ○    | ×    | 中部 |      |      |
| ○    | ○    | 伊丹 |      |      |      |
| ×    | 福岡 |      |      |      |      |
| 大分 |      |      |      |      |      |

### 休止、撤退路線
- 仙台 - 大阪/関西 （2000年8月7日 - 2002年4月18日）
- 仙台 - 広島西 （2001年4月1日 - 2001年12月1日）
- 広島西 - 鹿児島 （2001年4月1日 - 2001年12月1日）
- 仙台 - 東京/成田 （2002年4月18日 - 2013年3月30日、2019年7月1日 - 2020年10月24日）
- 東京/成田 - 札幌/新千歳 （2002年4月18日 - 2010年6月30日）
- 大阪/伊丹 - 東京/成田 （2002年4月18日 - 2009年3月31日）
- 大阪/伊丹 - 松山 （2003年4月22日 - 2008年3月31日）
- 東京/成田 - 広島（2003年8月1日 - 2020年10月24日）
- 大阪/伊丹 - 庄内 （2004年4月1日 - 2008年3月31日）
- 東京/成田 - 小松（2004年11月1日 - 2020年10月24日）
- 大阪/伊丹 - 秋田 （2006年7月1日 - 2009年10月31日）
- 仙台 - 小松（2009年9月1日 - 2020年10月24日）
- 大阪/伊丹 - 宮崎（2012年7月1日 - 2014年3月29日）
- 福岡 - 宮崎（2012年7月1日 - 2017年3月26日）
- 大阪/伊丹 - 札幌/新千歳（2014年3月30日 - 2015年3月28日）
- 小松 - 福岡（2014年3月30日 - 2020年10月24日）
- 名古屋/中部 - 宮崎（2016年3月27日 - 2017年3月26日）
- 札幌/新千歳 - 松山（2018年3月25日 - 2020年10月24日、2021年7月16日 - 2021年11月30日）
- 名古屋/中部 - 松山（2018年3月25日 - 2023年3月25日）
- 名古屋/中部 - 鹿児島（2020年10月25日 - 2023年3月25日）
- 札幌/新千歳 - 福島（2021年7月16日 - 2021年11月30日）
- 仙台 - 松山（2021年7月16日 - 2022年3月26日）

## 表彰・事件
- 2003年と2004年にボンバルディア CRJを運用する世界26社のオペレーター中で最高の定時出発率を記録し、カナダのボンバルディア社から表彰された[25]。
- 2014年も同様に、アジア地区CRJ700/900/1000部門における最高定時出発率を記録し、表彰された[26]。
- 2010年11月21日、機長が仙台空港への着陸時に操縦席でデジタルカメラを使い、写真を撮影していたことが判明した｡「退職を控え記念に撮った」というその間、同乗の副操縦士が操縦していた。仙台空港でたまたま外部から撮影していた映像に機長が操縦席でカメラを構える姿が写っていたため、同社に寄せられた指摘で判明した[27]。国土交通省東京航空局は同社に対し、文書で厳重注意した。
- 2015年4月3日、広島発東京行FW14便（CRJ-200ER）が成田空港への着陸時に強風であおられ、主翼端が滑走路に接触した。到着後の機体点検で右主翼に約20cmの擦過痕が発見されたため、当該機が到着したB滑走路を点検したところ、約3.5メートルの接触痕が発見され、接触が確認された。国土交通省によれば、着陸時は最大瞬間風速約20メートルの風が吹いており、これによって機体があおられたと見られている。点検のためにB滑走路は約20分間閉鎖され、約20便の発着便に20分程度の遅れが発生したほか、4月4日は修理のために仙台/名古屋線、大阪/福島線など計5便が欠航した[28][29]。
- 上記の事件の11日後（2015年4月14日）、アシアナ航空162便着陸失敗事故が発生した広島空港内にCRJ100LRが1機（機体記号：JA02RJ）駐機中だったが、事故後から空港再開まで広島空港に足止めを食らう事態になった[30][出典無効]。
- 2013年1月から2015年8月にかけ、旅客機の整備ミスを隠蔽するために整備記録を改竄するなどの16の不正が見付かったとして、国土交通省が2015年10月30日に同社に対し航空法上の事業改善命令を出した[31]。
- 2016年4月17日、福岡発小松行IBEX84便（機体記号：JA06RJ）が小松悪天候により引き返し飛行中、左右両系統の抽気空気供給停止により緊急事態宣言し、高度1万フィートへ緊急降下後、飛行に支障がなかったため飛行継続し福岡空港に着陸した[32]。
- 2019年10月30日、仙台発福岡行のIBEX16便（機体記号：JA11RJ）で飛行中に機内の気圧が急低下し酸素マスクが自動展開した。同機は飛行を続け福岡空港に着陸した[33][34]。